# Cải cách Atatürk

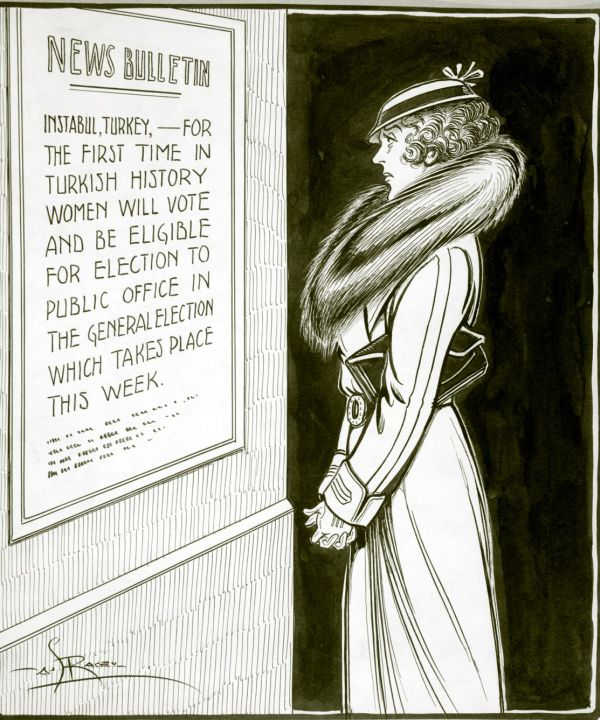
Phim hoạt hình chính trị của Canada về một người phụ nữ ở Québec đọc một dấu hiệu đọc:
"Bản tin tin tức: lần đầu tiên trong lịch sử Thổ Nhĩ Kỳ phụ nữ sẽ bỏ phiếu và đủ điều kiện để các văn phòng công cộng trong cuộc tổng tuyển cử diễn ra trong tuần này."
Phụ nữ được trao quyền bầu cử ở Thổ Nhĩ Kỳ vào năm 1930, nhưng quyền bỏ phiếu không được mở rộng cho phụ nữ trong các cuộc bầu cử cấp tỉnh ở Québec cho đến năm 1940.

Cải cách Atatürk (1922-1938) (tiếng Thổ Nhĩ Kỳ: Atatürk Devrimleri hoặc Atatürk İnkılapları) là một loạt các cải cách chính trị, pháp luật, xã hội và kinh tế gắn liền với chính khách Mustafa Kemal Atatürk (1881-1938). Mục đích chính của cuộc cải cách này là thành lập một nhà nước Thổ Nhĩ Kỳ thế tục (hủy bỏ vương quyền, giáo quyền khỏi nhà nước, hiến pháp và pháp luật), song hành với quá trình hiện đại hóa và dân chủ hóa. Mustafa Kemal đóng vai trò quan trọng, gần như một nhà độc tài để thực hiện những mục tiêu của mình.

## Cải cách chính trị

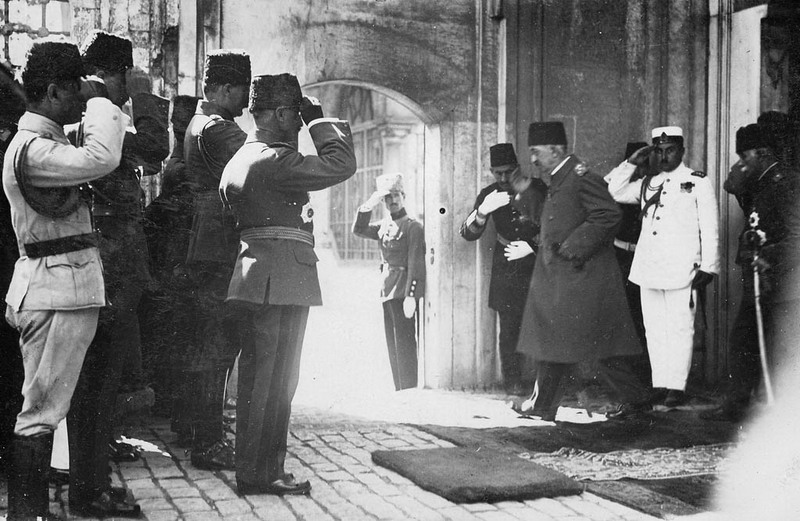
Mehmed VI thoái vị, là vị Sultan cuối cùng của Đế quốc Ottoman, 1922

Cho đến khi nền cộng hoà được chính thức tuyên bố thành lập, Đế quốc Ottoman vẫn còn tồn tại cùng với di sản trong lĩnh vực tôn giáo và vương quyền. Vương quyền sau đó đã bị hủy bỏ bởi chính phủ Ankara, nhưng truyền thống và biểu tượng văn hoá của nó vẫn còn tồn tại trong các tầng lớp nhân dân (mặc dù ảnh hưởng này ít hơn ở tầng lớp ưu tú). Thông qua một chương trình được hoạch định cẩn thận, những cải cách chính trị của Atatürk liên quan đến nhiều thay đổi nền tảng vốn sẽ gây ra một loạt sự chấm dứt của các truyền thống và dỡ bỏ một hệ thống phức tạp đã phát triển qua nhiều thế kỷ.
Vấn đề thứ ba là Caliph (phát âm khaleef), hệ thống chính quyền của Hồi giáo dưới thời Đế chế Ottoman. Mustafa Kemal muốn chuyển đổi quyền lực từ caliphate (phát âm khilăfah) sang tay quốc hội, bắt đầu từ ngày 1 tháng 1 năm 1924. Về vấn đề này, Mustafa Kemal nhận xét: "Không cần nhìn nhận quá trình này như một điều gì đó phi thường".

### Hệ thống chính trị
Cấu trúc căn bản cho nền dân chủ, bầu cử, đại hội, chính phủ, thủ tướng và tổng thống được thành lập dưới sự lãnh đạo của Mustafa Kemal trên chế độ đơn đảng: Đảng Cộng hòa Nhân dân (tiếng Thổ Nhĩ Kỳ: Cumhuriyet Halk Fırkası), thành lập ngày 9 tháng 9 năm 1923. Quyền lực của ông đến đâu vẫn còn được chất vấn. Một số sử gia cho rằng Mustafa Kemal không hề xúc tiến quá trình dân chủ hóa, mặc dù để tạo nên một nền dân chủ cộng hòa buộc ông phải dùng những phương pháp "phi dân chủ".

### Giai đoạn đa đảng
Cuộc cách mạng văn hóa của Mustafa Kemal gặp phải nhiều chống đối. Đến năm 1925, sự thành lập một đảng chính trị khác trở nên cấp bách. Đảng Cộng hòa Cấp tiến, lãnh đạo bởi Kâzım Karabekir ra đời, đề xuất chủ nghĩa tự do đối đầu với một nhà nước theo chủ nghĩa xã hội, và các chương trình xã hội theo hướng chủ nghĩa bảo thủ so với chủ nghĩa đổi mới. Lãnh đạo của đảng nhiệt liệt ủng hộ những nhà cách mạng Kemalist, mặc dù có nhiều ý kiến khác nhau về cuộc cách mạng văn hóa và một nhà nước phi tôn giáo.
Sau một thời gian, đảng mới này bị cho là theo xu hướng Hồi giáo chính thống. Năm 1925, cuộc nổi loạn của Sheikh Said nổ ra, kết quả là Mustafa Kemal được trao toàn quyền giữ gìn luật pháp, cho phép ông giải tán các nhóm quá khích. Không lâu sau, đảng cộng hòa cấp tiến bị buộc giải tán với lý do bảo vệ nhà nước Thổ. Hành động này sau đó bị đánh giá là mang tính độc tài.
Mặc dầu vậy, đến ngày 11 tháng 8 năm 1930, Mustafa Kemal quyết định tái lập phong trào dân chủ một lần nữa bằng cách bổ nhiệm Ali Fethi Okyar thành lập một đảng mới.
Đảng tự do cộng hòa thành công khắp cả nước. Nhưng một lần nữa đảng đối lập này trở thành một đối thủ mạnh có thể đe dọa công cuộc cải cách của ông, đặc biệt trên lĩnh vực vai trò của tôn giáo trong đời sống xã hội. Một lần nữa Mustafa Kemal thất bại trong việc kiến tạo một chế độ đa đảng có thể thực sự tồn tại. Điều đó khiến ông đôi khi đối xử không khoan nhượng với những địch thủ của mình trên con đường dân chủ - hiện đại hóa đất nước.

## Cải cách luật pháp
Đế quốc Ottoman là một đế quốc tôn giáo mà mỗi một cộng đồng tôn giáo riêng được hưởng ít nhiều quyền tự trị, bằng một hệ thống chính quyền gọi là Millet. Mỗi chính quyền nhỏ này cai trị dựa trên hệ thống đức tin, hoặc là Luật Shariah hay Halkkha (luật của dân Do Thái), Luật Canon của Công giáo. Hệ thống pháp luật mới của Mustafa Kemal đặt ra ngăn cách hoàn toàn chính phủ và các vấn đề tôn giáo. Tòa án theo kiểu đạo Hồi và xử theo luật Shariah được thay thế bằng hệ thống pháp lý mới dựa theo kiểu mẫu của Luật Dân sự Thụy Sĩ và Luật Hình sự Ý.

## Cải cách xã hội

### Quyền phụ nữ
Ngoài các bộ luật công dân mới theo kiều phương Tây, cuộc cải cách còn cố gắng bình đằng hóa quan hệ nam nữ ví dụ như phụ nữ được quyền tham gia chính trị, bỏ phiếu và sở hữu, sớm hơn rất nhiều các quốc gia châu Âu khác.

### Trang phục
Mustafa Kemal cấm việc đội mũ fez, vốn được coi là trang phục bắt buộc đặt ra bởi Sultan Mahmud II và coi đó một biểu tượng của chế độ phong kiến, mặc dầu trang phục không có liên hệ mấy đến sự thành lập của nền dân chủ và các giá trị phi tôn giáo. Đàn ông Thổ được khuyến khích mặc quần áo kiểu Tây. Bất chấp luật đạo Hồi đặc biệt nghiêm cấm đồ uống có cồn, Mustafa Kemal còn động viên và thành lập các nhà máy tư nhân cũng như quốc hữu sản xuất bia rượu như chứng minh cho cuộc cải cách của ông là thực sự phi tôn giáo.
Xã hội Thổ Nhĩ Kỳ được thúc đẩy tiến đến hiện đại hóa bằng sự áp dụng của hệ thống lịch, giờ và đo lường theo tiêu chuẩn của phương Tây.

## Cuộc cách mạng văn hóa

### Cải cách giáo dục
Cuộc cải cách giáo dục của Mustafa Kemal bắt đầu bằng việc thành lập các trường học khắp Thổ Nhĩ Kỳ, gọi là People's houses (tiếng Thổ: Halk Evleri). Các môn học được giảng dạy gồm ngôn ngữ, văn học, nghệ thuật, thư viện, xuất bản, lịch sử, kịch, thể thao, hỗ trợ xã hội, giảng dạy, và phát triển nông thôn. Hệ thống trường học này được trợ cấp từ ngân quỹ nhà nước và phục vụ cho quần chúng. Chính bản thân Ataturk cũng thường xuyên đi thị sát cả nước, giảng dạy hệ chữ cái mới. Trong thời gian này tỷ lệ biết viết biết đọc tăng từ 20% lên đến 90%.
Những vấn đề trọng tâm của cuộc cải cách là dân chủ hóa và đưa phi dân chủ vào hệ thống giáo dục.
Thứ nhất, tất cả các ban quản trị của các trường dân lập hoặc của Bộ các vấn đề tôn giáo đều đưa về dưới quyền của Bộ giáo dục nhà nước.
Thứ hai, ngân phí cho giáo dục từ ngân quỹ của Bộ các vấn đề về tôn giáo được chuyển giao cho Bộ giáo dục. 
Thứ ba, Bộ giáo dục sẽ trích một phần ngân phí cho chuyên ngành tôn giáo, chẳng hạn như trường đào tạo inams (người hướng dẫn cầu nguyện).
Với sự thống nhất giáo dục, cùng với sự chấm dứt các trường đại học kiểu cũ, áp dụng một chương trình giáo dục khoa học hoàn toàn mới từ châu Âu. Viên gạch nền móng cho cuộc cải cách này là trường đại học Istanbul, bằng việc chấp nhận các nhà khoa học Đức, Áo mà đảng Nazi từ bỏ do lý do chủng tộc hoặc bất hợp tác.

### Hiện đại hóa
Ngày 1 tháng 11, năm 1928, bảng chữ cái Thổ Nhĩ Kỳ mới ra đời, thay thế hệ chữ cái Arabic cũ. Đây là một phần quan trọng trong chương trình cải cách của Mustafa Kemal, song gặp nhiều phản ứng cho rằng hệ chữ này không thích hợp và thực sự tương ứng với hệ âm vị của tiếng Thổ, mà cần cả các biểu tượng, dấu mới để diễn giải chính xác hơn. Hệ thống các từ mượn nhằm diễn giải các thuật ngữ kĩ thuật được thử nghiệm và áp dụng hết mức có thể. Việc phổ thông hóa tiếng quốc ngữ và đơn giản hóa các từ có sẵn bắt đầu, nhằm cải thiện cho ngôn ngữ của người Thổ trở nên dễ lãnh hội và bao hàm toàn ý hơn.
Song song với những thay đổi, Mustafa Kemal còn đặc biệt nhấn mạnh đến tầm quan trọng của ngôn ngữ và lịch sử của Thổ Nhĩ Kỳ.

## Cải cách kinh tế
Mustafa Kemal tin tưởng rằng không thể có dân chủ nếu không có nền kinh tế tự chủ. Những nỗ lực cải thiện nền kinh tế đã bắt đầu trước khi sự thành lập của nền cộng hòa. Đồng thời, trong Hội nghị Lausanne, Mustafa Kemal chống lại tất cả các sự can thiệp của nước ngoài cùng những điều khoản nhượng bộ không công bằng cho người nước ngoài cũng như cho các nhóm dân tộc thiểu số. Hội nghị bị đình trệ cho đến khi Pháp và Ý giảm bớt các đòi hỏi về kinh tế.

## Chính sách kinh tế
Chính sách thúc đẩy kinh tế của Mustafa Kemal không những chỉ ở xây dựng ngành thương mại dân tộc ở mọi quy mô mà cả những ngành gần như chưa có dưới thời đế chế Ôttôman như công nghiệp của tư sản dân tộc. Tuy vậy, vấn đề đầu tiên mà chính sách này gặp trở ngại là hệ thống chính trị lạc hậu và sự tồn tại cũng như phát triển của các giai cấp không đáp ứng nổi với những chính sách trên.
Do thiếu cả những nhà đầu tư thực sự có tiềm năng để mở nhà máy riêng hay tiến hành sản xuất theo hướng công nghiệp hóa, buộc nhà nước phải thành lập hàng loạt các nhà máy chế biến nông sản, dệt, cơ khí khắp cả nước. Trong số đó phần nhiều phát triển thành những doanh nghiệp nhà nước làm ăn thành công mà sau này sẽ được tư nhân hóa trong nửa sau thế kỉ 20. Atatürk coi trọng sự phát triển của hệ thống đường ray xe lửa quốc gia, lấy đó làm bước tiến quan trọng cho sự nghiệp công nghiệp hóa đất nước. Năm 1927, Ngành đường sắt quốc gia Thổ Nhĩ Kỳ ra đời và đã xây dựng được một hệ thống đường ray xe lửa khổng lồ trong một thời gian ngắn.

### Giai đoạn 1923-29
Mustafa Kemal và İsmet İnönü vận động cho các đề án của nhà nước, với mục đích chính là thống nhất quốc gia, loại trừ sự kiểm soát kinh tế của nước ngoài và cải tiến hệ thống thông tin-liên lạc. Istanbul, một hải cảng quan trọng trong việc trao đổi hàng hóa với các hãng quốc tế bị buộc phải đóng cửa, để các nguồn tài nguyên-tài chính được chuyển sang cho các thành phố kém phát triển hơn theo nguyên tắc tạo ra sự phát triển cân bằng trên khắp cả nước. Những lựa chon mà Mustafa Kemal áp dụng trong chính sách kinh tế là hoàn toàn hợp lý với tình hình thời bấy giờ. Nền kinh tế của đất nước dựa nhiều vào sản xuất nông nghiệp, với công cụ và phương pháp thô sơ, hệ thống đường sá nghèo nàn, và khả năng quản lý nền kinh tế còn kém.
Ngành đường sắt Thổ Nhĩ Kỳ, và những ngân hàng như Sümerbank và Etibank được thành lập trong thời gian này.

### Cuộc đại suy thoái, 1929
Cuộc đại suy thoái gây ra những hậu quả trầm trọng đối với Thổ Nhĩ Kỳ. Nước cộng hòa non trẻ cũng như phần còn lại của thế giới rơi vào cuộc khủng hoảng kinh tế. Nhà nước không thể tiếp tục nhập khẩu những nhu yếu phẩm, tiền tệ mất giá, và nhân viên hải quan sốt sắng đi tịch thu tài sản của những nông dân không trả nổi thuế. Mustafa Kemal phải đối đầu với khả năng của một cuộc chính biến. Càng ngày càng xuất hiện những yêu cầu chấm dứt nền kinh tế tập trung và kêu gọi thu hút đầu tư nước ngoài. Theo quan điểm của Mustafa Kemal, với hoàn cảnh phát triển của Thổ Nhĩ Kỳ thì điều đó là không thể chấp nhận được. Tuy nhiên, do áp lực của những nhà cộng hòa, một mô hình kinh tế mới đã ra đời, dưới dạng tư bản nhà nước.

## Kết quả
Thổ Nhĩ Kỳ được kiến thiết nhanh chóng sau chiến tranh. Diện tích canh tác trong vòng 13 năm, từ 1925 đến 1938, tăng lên gấp bốn; kỹ nghệ chế tạo đường, xi măng, dệt vải phát triển nhanh nhất. Lợi tức quốc gia của Thổ Nhĩ Kỳ tính theo đầu người năm 1952-54, vào khoảng 250 dollar Mỹ, trên Hy Lạp, Mexico, bằng Tây Ban Nha và bỏ xa Pêru, Brasil, Ai Cập, Mã Lai, Thái Lan.